# Сан Нацаро (Пјаченца)
Сан Нацаро је насеље у Италији у округу Пјаченца, региону Емилија-Ромања.
Према процени из 2011. у насељу је живело 750 становника. Насеље се налази на надморској висини од 41 м.